# HMS Triad
HMS Triad (N53) – brytyjski okręt podwodny typu T o wyporności nawodnej 1090 ton, który służył w Royal Navy w latach 1939–1940. „Triad” został zwodowany 5 maja 1939 roku w stoczni Vickers-Armstrongs w Barrow-in-Furness, po czym wszedł do służby w marynarce brytyjskiej 16 września 1939 roku. Okręt nie odniósł w trakcie służby większych sukcesów. W 1940 roku patrolował u brzegów Norwegii, po czym w sierpniu 1940 roku został skierowany na Morze Śródziemne, gdzie po pojedynku artyleryjsko-torpedowym 15 października 1940 roku został zatopiony przez włoski okręt podwodny „Enrico Toti” na Morzu Jońskim. HMS „Triad” był jednym z 9 brytyjskich okrętów podwodnych zatopionych w obszarze Morza Śródziemnego w 1940 roku.

## Budowa
Stępkę pod HMS „Triad” położono 24 marca 1938 roku, okręt został zwodowany 5 maja 1939 roku w stoczni Vickers-Armstrongs w Barrow-in-Furness. Wyporność nawodna wynosiła 1090 ton, podwodna zaś 1575 ton, przy długości całkowitej 84 metry i szerokości 8,08 metra. Budowane z przeznaczeniem do zwalczania dużych jednostek liniowych z silną pasywną obroną przeciwtorpedową, okręty typu T wyróżniały się bardzo silną salwą torpedową. Podstawą uzbrojenia jednostki było 16 torped kalibru 533 mm wystrzeliwanych z 6 wyrzutni dziobowych oraz 4 wyrzutni zewnętrznych, które również strzelały z kierunku dziobu. „Triad” wyposażony był także w pojedyncze działo pokładowe kalibru 102 mm. Jednostka napędzana była na powierzchni dwoma silnikami Diesla oraz dwoma silnikami elektrycznymi w zanurzeniu, z napędem przenoszonym na śruby przez dwa wały napędowe, które zapewniały mu prędkość 15,25 węzła na powierzchni oraz 9 węzłów w zanurzeniu.

## Służba
HMS „Triad” został przyjęty do służby w Royal Navy 16 września 1939 roku, dwa tygodnie po przystąpieniu Wielkiej Brytanii do II wojny światowej. W trakcie swojego drugiego patrolu – pod dowództwem kapitana Georga Salta – okręt został poważnie uszkodzony podczas burzy, co uniemożliwiło mu manewrowanie. Znajdujący się w pobliżu neutralnej dotąd Norwegii okręt został odholowany do Stavanger, gdzie musiał być naprawiony w ciągu 48 godzin, by uniknąć internowania. Napraw dokonano w doku stoczni Rosenberg Verft i 2 grudnia 1939 roku okręt wypłynął ponownie na Morze Północne, zawijając ostatecznie do Rosyth 4 grudnia.

### U-46
3 sierpnia 1940 roku, krótko po godzinie 22:00, HMS „Triad” płynął w zanurzeniu kursem południowo-zachodnim do Wielkiej Brytanii po krótkim patrolu na północ od Bergen. Przygotowujący swój okręt do wynurzenia kpt. Salt dostrzegł przez peryskop sylwetkę U-Boota na horyzoncie. Niemiecki okręt był zbyt daleko na strzał torpedowy, co więcej płynął na powierzchni ze znacznie większą od „Triada” prędkością. O godzinie 22:25 kpt. Salt przeprowadził więc manewr wynurzenia, rozkazując swojej załodze przygotowanie się do ataku na powierzchni. O 22:30 brytyjski okręt podwodny oddał trzy pierwsze strzały do U-Boota z działa pokładowego, które całkowicie zaskoczyły niemiecką załogę – „Triad” zbliżał się bowiem ze wschodu i dopiero padające wokół niemieckiego okrętu pociski artyleryjskie uświadomiły jej obecność w pobliżu innej jednostki. Atakowanym okrętem był dowodzony w tym czasie przez kpt. Engelberta Endrassa (byłego zastępcy Günthera Priena podczas wypadu do Scapa Flow) U-46 typu VIIB. Zaskoczony Endrass nie miał zamiaru walczyć na powierzchni, toteż awaryjnie zanurzył swój okręt w ciągu 25 sekund. Z punktu widzenia kpt. Salta sytuacja zmieniła się na o wiele gorszą – jego okręt znajdował się na powierzchni, U-46 zaś pod wodą i w każdej chwili niewidoczny dla niego U-Boot mógł przeprowadzić atak torpedowy na jego okręt. Brytyjski dowódca natychmiast zanurzył swój okręt, rozkazując operatorowi sonaru odnaleźć U-Boota za pomocą sonaru aktywnego.
Gdy Endrass usłyszał odbicie wiązki akustycznej sonaru aktywnego od kadłuba jego U-46, wiedział, że brytyjski dowódca może przygotowywać swój okręt do podwodnego ataku torpedowego, toteż zdecydował, że najlepszym rozwiązaniem będzie wynurzenie i oddalenie się z najwyższą możliwą prędkością. Na „Triadzie” kpt. Salt usłyszał ten manewr i uznał, że tym razem, w ciemności, nie ma szans na uszkodzenie niemieckiego okrętu, toteż nakazał wynurzenie i obranie kursu na Rosyth.

### Enrico Toti
Po powrocie do Rosyth po pojedynku artyleryjskim z U-46, „Triad” został poddany krótkiemu remontowi, po czym został skierowany na Morze Śródziemne do składu 1. Flotylli w Aleksandrii. 6 września 1940 roku „Triad” zawinął do brytyjskiej bazy morskiej w Gibraltarze, który opuścił 11 września udając się na patrol w rejon Morza Tyrreńskiego, po czym 2 października dotarł do Malty. Brak jest wielu pewnych wiadomości o tym, co działo się z okrętem od tego czasu. Okręt opuścił Maltę 9 października i powinien przypłynąć do Aleksandrii, gdzie 20. tego samego miesiąca miał oficjalnie wejść w skład 1. Flotylli. Według niektórych źródeł, został mu przydzielony rejon patrolu u brzegów Libii, gdzie miał wpaść na minę. Według innych zaś relacji, które zyskały na wiarygodności dopiero po latach, wraz z odkrywaniem kolejnych informacji, przydzielonym „Triadowi” sektorem nie były wybrzeża Libii, lecz Morze Jońskie na wschód od Kalabrii. Według tej wersji, przyczyną zatopienia okrętu nie była mina.
Najprawdopodobniej utrata okrętu została spowodowana przez włoski okręt podwodny „Enrico Toti”, który opuścił swój port w Tarencie 14 października 1940 roku udając się na patrol na Morze Jońskie pod dowództwem kapitana Bandino Bandiniego. Toti płynął na Morze Jońskie wzdłuż wybrzeża Kalabrii, na wodach patrolowanych przez HMS „Triad”. 15 października o godzinie 01:00 znajdujący się na mostku kpt. Bandini dostrzegł cień po prawej burcie, który z czasem zmienił się w wyraźny kształt dużego okrętu podwodnego w odległości mniejszej od 1 mili. Nie wiadomo na pewno, dlaczego włoski dowódca zdecydował się pozostać na powierzchni, być może jednak obawiał się, że w czasie, gdy będzie się zanurzał, jego okręt może zostać dostrzeżony przez okręt nieprzyjacielski i stanie się dla niego łatwym celem. Kpt. Bandini wydał więc rozkaz ataku artyleryjskiego za pomocą pokładowego działa kal. 120 mm oraz czterech karabinów maszynowych kal. 13,2 mm zamontowanych na kiosku, brytyjski okręt był już bowiem zbyt blisko na przygotowanie ataku torpedowego. Wydał jednak rozkaz lekkiego obniżenia okrętu w wodzie, aby zmniejszyć jego narażoną na brytyjski kontratak sylwetkę, oraz w celu przyspieszenia całkowitego zanurzenia jednostki w razie takiej konieczności. Wydał też rozkaz zwrotu przez bakburtę, w konsekwencji czego oba okręty były skierowane dziobami w swoim kierunku, zbliżając się do siebie prawdopodobnie z sumaryczną prędkością 15 węzłów.
Nie wiadomo na pewno, czy kpt. Salt był na mostku w chwili, gdy Brytyjczycy dostrzegli włoski okręt, z całą pewnością jednak „Triad” dostrzegł go, zanim kpt. Bandini wykrył jednostkę brytyjską. Ta bowiem pierwsza otworzyła ogień, zanim artylerzyści „Enrico Toti” byli gotowi do strzału. Manewr Bandiniego ze zwrotem w kierunku okrętu Salta spowodował jednak, że odległość między dwoma okrętami zmniejszała się znacznie szybciej niż Brytyjczycy zakładali, toteż pierwszy strzał znacznie przeniósł nad włoskim okrętem. „Enrico Toti” odpowiedział najpierw ogniem z dwóch par karabinów maszynowych; tymczasem Brytyjczycy uwzględnili prędkość zbliżania się okrętów i drugi pocisk spadł znacznie bliżej włoskiej jednostki. Szybko jednak ostrzał z broni maszynowej „Totiego” zaczął przynosić rezultaty i ogień brytyjskiego działa najpierw zwolnił, a wreszcie całkiem zamilkł. „Triad” wystrzelił także torpedę, jednak Włosi dostrzegli jej ślad torowy i „Enrico Toti” wykonał szybki zwrot, omijając pocisk, po czym równie szybko powrócił na pierwotny kurs w kierunku HMS „Triad”. Gdy odległość między dwoma okrętami zmniejszyła się do niecałych 30 metrów, „Toti” przerwał ostrzał, a okręty minęły się nawzajem płynąc w przeciwnych kierunkach. Według relacji kpt. Bandiniego, widział w tym czasie dowódcę brytyjskiego okrętu wydającego na kiosku rozkazy, po czym brytyjski okręt zwrócił się w jego kierunku, najwyraźniej próbując taranowania, jednak dziób „Triad” minął rufę włoskiego okrętu o kilka metrów. Okręt brytyjski zdołał jednak ponownie otworzyć ogień i dwukrotnie trafił włoską jednostkę w dziób oraz kiosk, żaden jednak z pocisków nie przebił kadłuba sztywnego – na dziobie wyrwany został jedynie kawałek blachy zewnętrznej powłoki, natomiast pocisk, który trafił w kiosk, zrykoszetował i eksplodował w powietrzu nie wyrządzając żadnych szkód.
Przy zwiększającej się odległości między oboma okrętami, artylerzyści włoskiej jednostki otworzyli w końcu ogień z działa 120 mm i pierwszy pocisk natychmiast trafił brytyjski okręt, jednak nie eksplodując. Według jednej z wersji popularnych, z powodu wywołanej tym frustracji jeden z włoskich marynarzy – Nicola Stagi – ściągnął własny but i rzucił nim w kierunku HMS „Triad”. Tymczasem w wyniku przeciwległego ruchu okrętów „Triad” znalazł się za rufą „Enrico Toti”, którego wyrzutnie torpedowe były już gotowe do strzału. Włoski dowódca polecił wykonać strzał z jednej wyrzutni rufowej, jednak torpeda, która w widoczny sposób trafiła brytyjską jednostkę nie eksplodowała – prawdopodobnie z powodu zbyt małej odległości jej głowica nie zdążyła się uzbroić. O godzinie 01:45 kpt. Salt uznał prawdopodobnie, że sytuacja nie zmierza w dobrym dla jego okrętu kierunku, a przy tym, że „Enrico Toti” nie jest zdolny do zadania mu ostatecznego śmiertelnego ciosu, toteż postanowił zanurzyć swój okręt. W czasie, gdy brytyjska jednostka rozpoczęła zanurzanie, „Toti” wystrzelił dwa kolejne pociski artyleryjskie, które trafiły i tym razem eksplodowały. Jeden z nich wybuchł u podstawy kiosku, drugi zaś w jego górnej części. Ten ostatni pocisk trafił przy tym w znajdującą się tam szafkę na rakiety sygnalizacyjne, które eksplodowały wszystkimi kolorami. Pierwszy z tych pocisków był jednak prawdopodobnie śmiertelny. „Triad”, który zanurzał się dotąd na równej stępce utrzymując trym, zatoczył się, a jego dziób zanurzył się gwałtownie w wodę. Prawdopodobnie załoga, która właśnie uświadomiła sobie sytuację, gwałtownie opróżniła zbiorniki balastowe, ponieważ tempo zanurzania spadło. Następnie ruch okrętu w dół został odwrócony i jednostka zaczęła wynurzać się w pozycji niemal pionowej dziobem w górę, po czym opadła prosto w dół. Zatopienia nie przeżył nikt z załogi HMS „Triad”.
Rok 1940 był rokiem druzgocącej klęski dla brytyjskiej floty podwodnej na Morzu Śródziemnym – do końca tego roku brytyjskie okręty podwodne zatopiły na tym teatrze działań zaledwie 9 jednostek i jeden włoski okręt podwodny, przy stracie 9 swoich własnych okrętów podwodnych, w tym HMS „Triad”.